# Aphis rhamnifila
Aphis rhamnifila är en insektsart. Aphis rhamnifila ingår i släktet Aphis och familjen långrörsbladlöss. Inga underarter finns listade i Catalogue of Life.